# Свен Колліандер
Свен Колліандер (швед. Sven Colliander, 23 травня 1890 — 16 вересня 1961) — шведський вершник.